# Villanueva de Aézcoa
Villanueva de Aézcoa ou Villanueva de Aezkoa (em castelhano) ou Hiriberri (em basco) é um município da Espanha na província e comunidade foral (autónoma) de Navarra. Tem 21,64 km² de área e em 2021 tinha 101 habitantes (densidade: 4,7 hab./km²).

## Demografia
| Variação demográfica do município entre 1991 e 2004 | Variação demográfica do município entre 1991 e 2004 | Variação demográfica do município entre 1991 e 2004 | Variação demográfica do município entre 1991 e 2004 |
| --------------------------------------------------- | --------------------------------------------------- | --------------------------------------------------- | --------------------------------------------------- |
| 1991                                                | 1996                                                | 2001                                                | 2004                                                |
| 175                                                 | 156                                                 | 142                                                 | 144                                                 |